# Ballyhaise
Ballyhaise, irisch Béal Átha hÉis (Zugang zur Furt des Éis) ist eine Kleinstadt im County Cavan in der Republik Irland. Bei der Volkszählung 2022 hatte sie 748 Einwohner.

## Lage und Verkehrsverbindung
Ballyhaise liegt etwa sieben Kilometer nordnordöstlich von Cavan etwas südlich des River Annalee. Die R212 von Cavan führt durch den Ort nordwärts nach Clones. Die Bahnlinie wurde 1862 eröffnet und 1957 für den Personen und 1963 für den Güterverkehr geschlossen.
In Ballyhaise befindet sich eine Beobachtungsstation von Met Éireann.

## Geschichte
Ballyhaise ist vermutlich während der Plantation of Ulster Anfang des 17. Jahrhunderts entstanden und erlebte eine erste Blüte mit dem Aufkommen der Textilindustrie (Leinenweberei) Anfang des 18. Jahrhunderts.
Die Gegend um Ballyhaise kam durch Erbschaft 1697 an Colonel Brockhill Newburgh. 1704 wurde er High Sheriff im County Cavan. Er ließ Ballyhaise House (vor 1730) erbauen und die Steinbrücke über River Annalee (1710) errichten. Umstritten ist, ob Ballyhaise House durch den Architekten Richard Cassels oder durch den Architekten Edward Lovett Pearce entworfen wurde. Im heutigen Ballyhaise House befindet sich seit 1906 das Ballyhaise College, einer Landwirtschaftsschule der Teagasc mit ca. 400 Studierenden und 220 Hektar Land.
Zeitgleich zum Ballyhaise House entstand im Dorf das Ballyhaise Market House, das aber 1736 zusammenstürzte. Der Nachfolgebau von 1837 wurde dem Ursprungsbau nachempfunden.

## Sehenswürdigkeiten
- Nahe der Gemeinde befindet sich die Steinreihe von Shantemon und der Ráth (Erdwerk) von Lisnagowan.
- Die neogotische römisch-katholische Kirche St. Mary’s wurde ursprünglich in Cavan um 1823 aus Sandstein erbaut und 1853 erweitert, ab 1862 wurde die Kirche zur Kathedrale des Bistums Kilmore erhoben. Als die neue Kathedrale in Cavan errichtet wurde, wurde St. Mary’s nach Ballyhaise transloziert.
- Die anglikanische Castletara Parish Church wurde im Wesentlichen um 1820 erbaut und ersetzte einen Vorgängerbau aus dem 17. Jahrhundert. Eine Erweiterung erfuhr die Kirche um 1860.

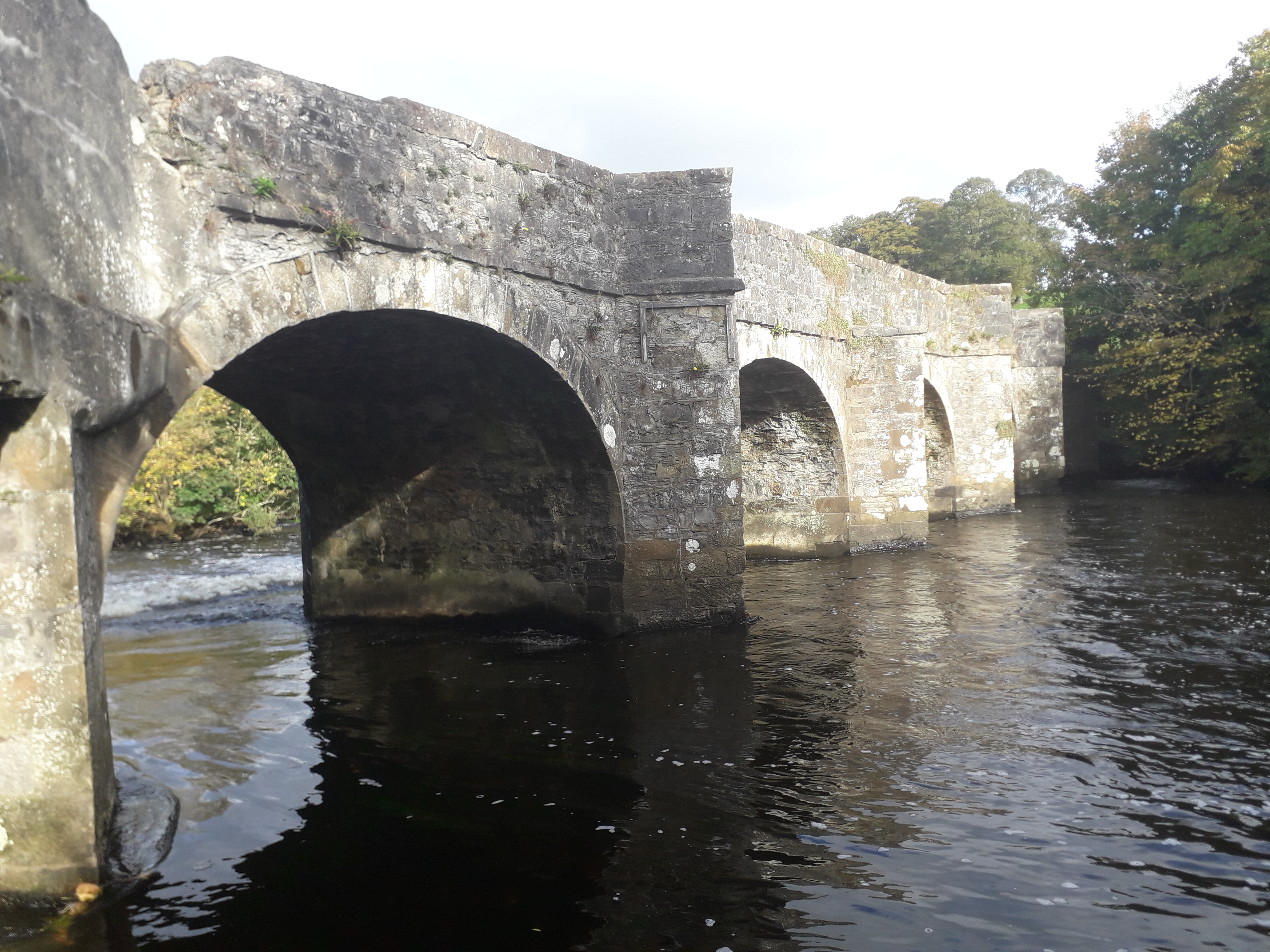
Brücke von Ballyhaise (1710)
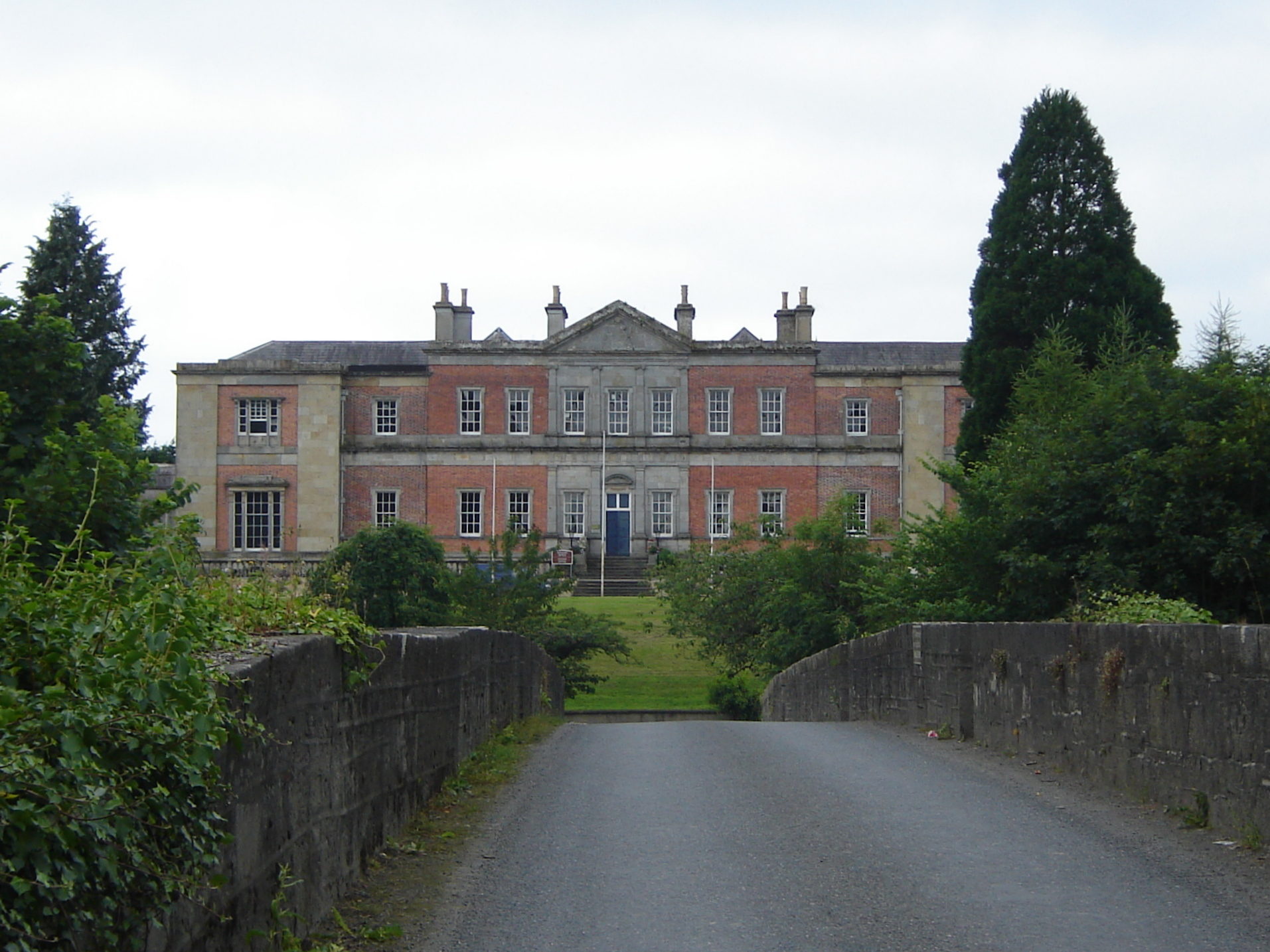
Ballyhaise House (heute: Ballyhaise College)
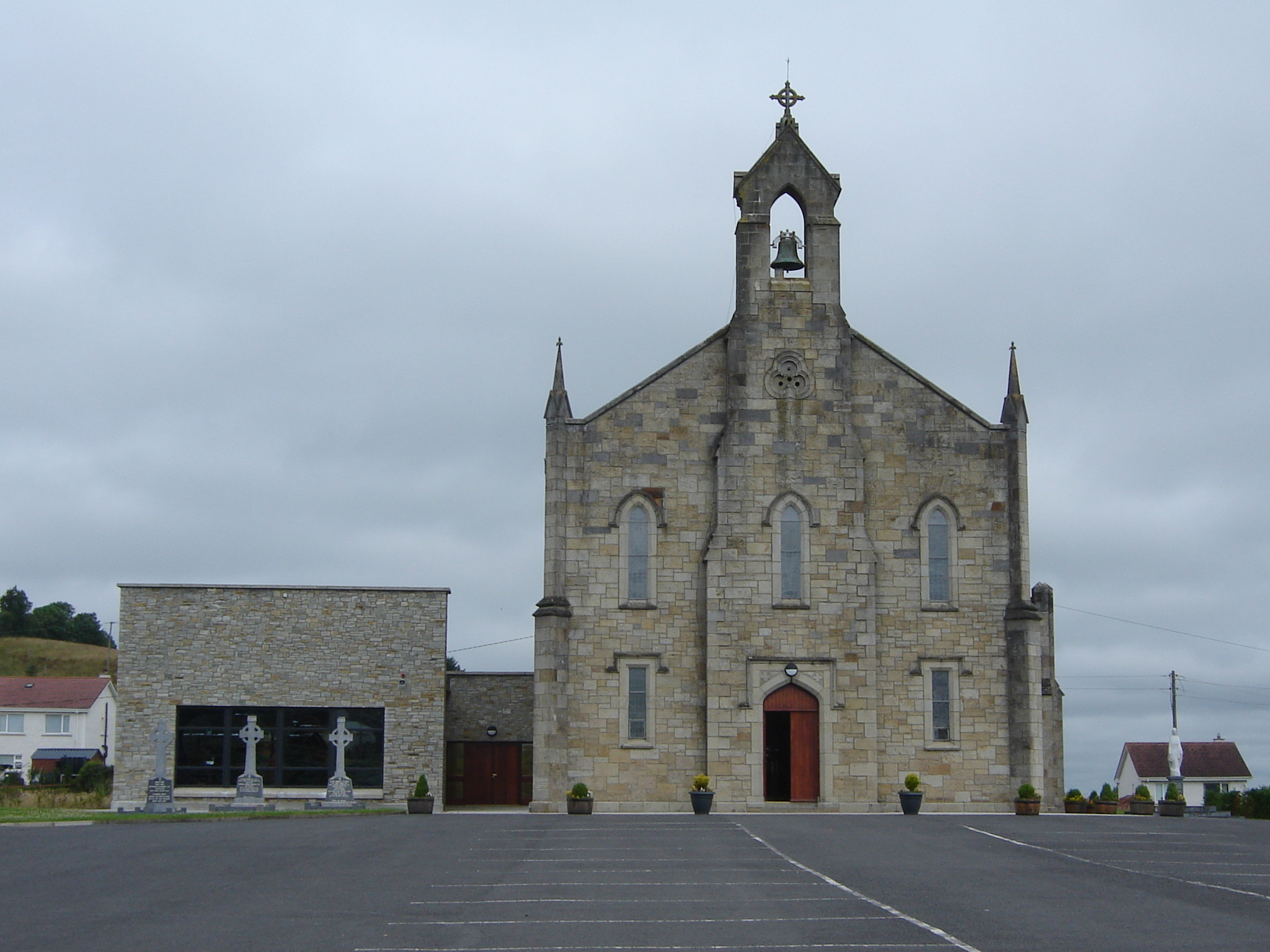
St. Mary’s Church
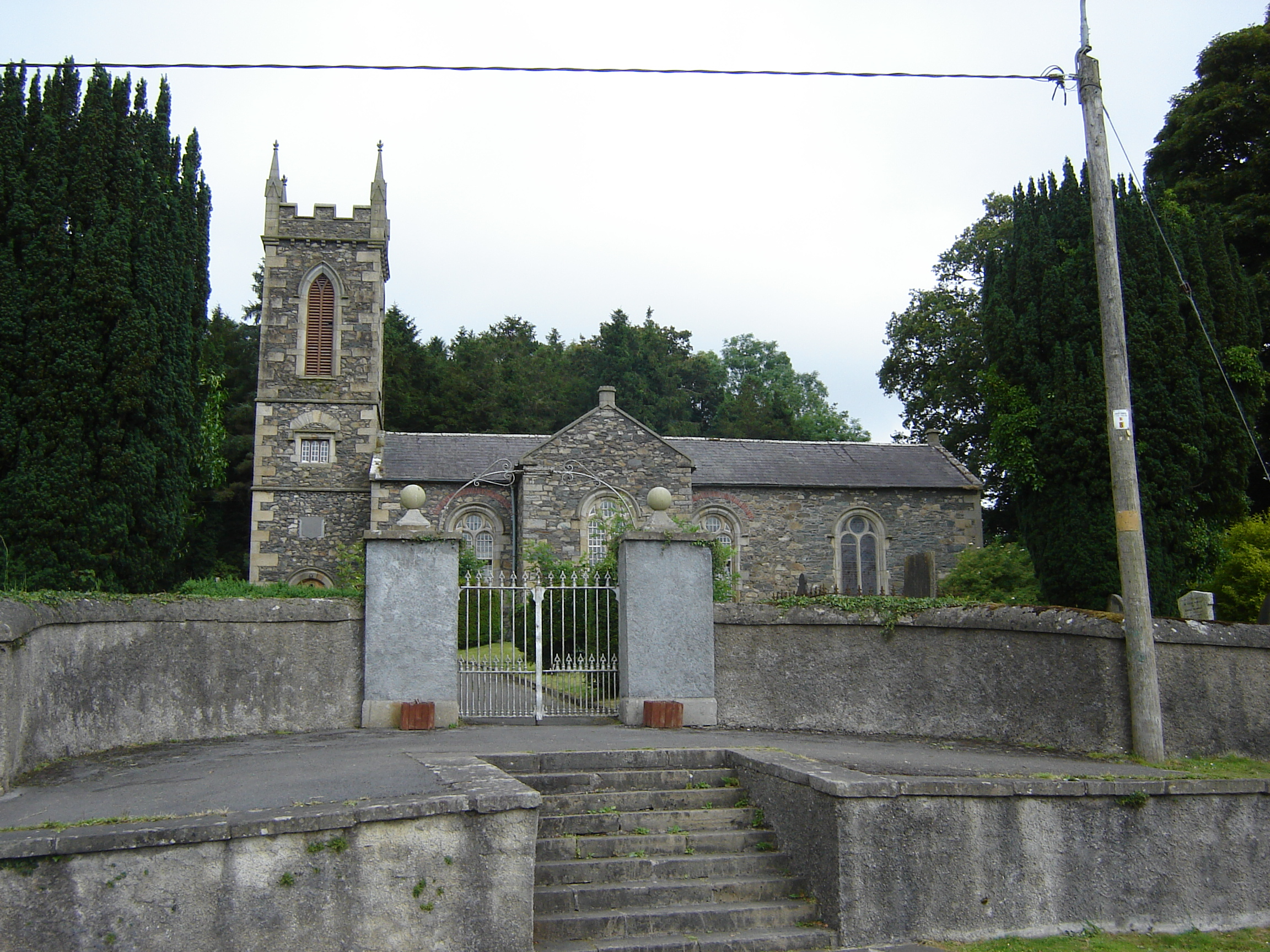
Anglikanische Kirche

## Persönlichkeiten
- Faithful Teate (1626–1666), irischer Dichter und protestantischer Prediger
- John Baptist Crozier (1853–1920), anglikanischer Erzbischof von Armagh
- Seán Gallagher (* 1962), Politiker, ging hier auf das Ballyhaise College